# Multitimbralität
Als multitimbral bezeichnet man ein elektronisches Musikinstrument (bspw. ein Keyboard), das in der Lage ist, mehrere verschiedene Klänge gleichzeitig zu produzieren und gegeneinander abgemischt auszugeben (bspw. einen Orgelklang gleichzeitig mit einem Streicherklang).
Im Unterschied zur Polyphonie besteht also nicht nur die Möglichkeit, zwei verschiedene Töne zu erzeugen, sondern auch zwei verschiedene Klangfarben. Der Begriff Multitimbralität setzt sich aus multi (lat. viel) und Timbre (frz. Klangfarbe) zusammen.